# Thyrsanthemum floribundum
Thyrsanthemum floribundum là một loài thực vật có hoa trong họ Commelinaceae. Loài này được (M.Martens & Galeotti) Pichon miêu tả khoa học đầu tiên năm 1946.